# Hetereleotris exilis
Hetereleotris exilis är en fiskart som beskrevs av Koichi Shibukawa 2010. Hetereleotris exilis ingår i släktet Hetereleotris och familjen smörbultsfiskar. Inga underarter finns listade i Catalogue of Life.